# Persea americana

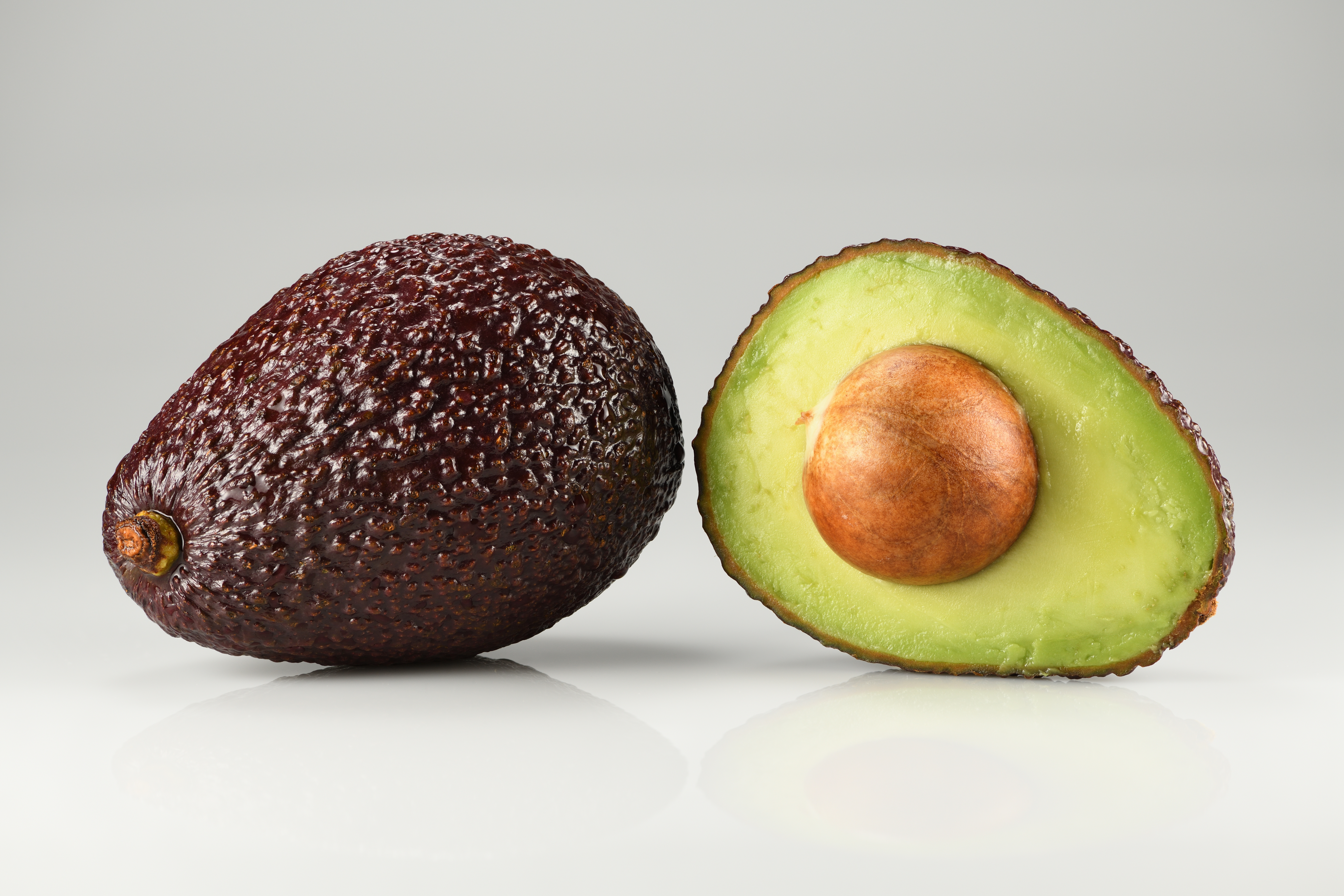
Fruto da Persea americana

O abacateiro, cujo fruto é o abacate, também designado como abacado, abacate, loiro-abacate e louro-abacate, é uma espécie da família Lauraceae, de nome científico Persea americana.

## Características
Segundo Koller, 1992 a classificação botânica do abacateiro tem sofrido várias alterações nos últimos anos, não havendo ainda total concordância sobre a questão. Recentemente L. O. Williams, citado por Malo (1978a) revisou os estudos genéticos e específicos, propondo a divisão do gênero Persea em dois subgêneros: Persea e Eriodaphne, que se distinguem, sob o aspecto agronômico, pelo fato das espécies do subgênero Persea serem compatíveis de enxertia entre si, porém incompatíveis de serem enxertadas sobre espécies do subgênero Eriodaphne.
É uma árvore de grande porte, de crescimento rápido, ultrapassando os 30 metros de altura, nativa da América Central e México. Possui folhas coriáceas, lanceoladas e lustrosas e flores pequenas (5 a 10 mm de diâmetro) de um verde esbranquiçado. Os frutos são drupas ovoides ou piriformes (em forma de pera), de casca verde-escuro e polpa cremosa, adocicada, rica em gordura, de cor verde-clara ou amarelada, com uma única semente grande esférica, de 3 a 5 cm de diâmetro. Os frutos das plantas selvagens são pequenos, mas as variedades cultivares apresentam frutos de dimensão considerável (7 a 20 cm de comprimento e pesam de 100 a 1000 g). Esta planta prefere solos férteis e úmidos, e clima ameno a quente, de modo que prefere climas tropicais ou subtropicais.
Uma árvore adulta pode produzir mais de uma centena de abacates em uma estação, e há sempre o incômodo dos frutos não colhidos que caem no chão, causando grande sujeira e odor ruim. Assim, não é uma árvore recomendada para locais de grande circulação ou arborização de ruas. Os frutos, apesar de nutritivos para os humanos, podem ser tóxicos para alguns animais.
Barlow & Martin (2002) identificam o abacate como um fruto adaptado para uma relação ecológica com mamíferos de grande porte, hoje em dia extintos (por exemplo, os herbívoros gigantes sul americanos, como as preguiças-da-terra e gonfoterídeos). O seu fruto, com um caroço apenas levemente tóxico, terá coevoluído com esses animais já extintos, de modo a ser disperso depois de ingerido por estes e expulso, juntamente com as fezes, pronto a germinar. Com o desaparecimento dos seus parceiros ecológicos, a planta não terá tido tempo para se adaptar a uma forma de dispersão de sementes alternativa.

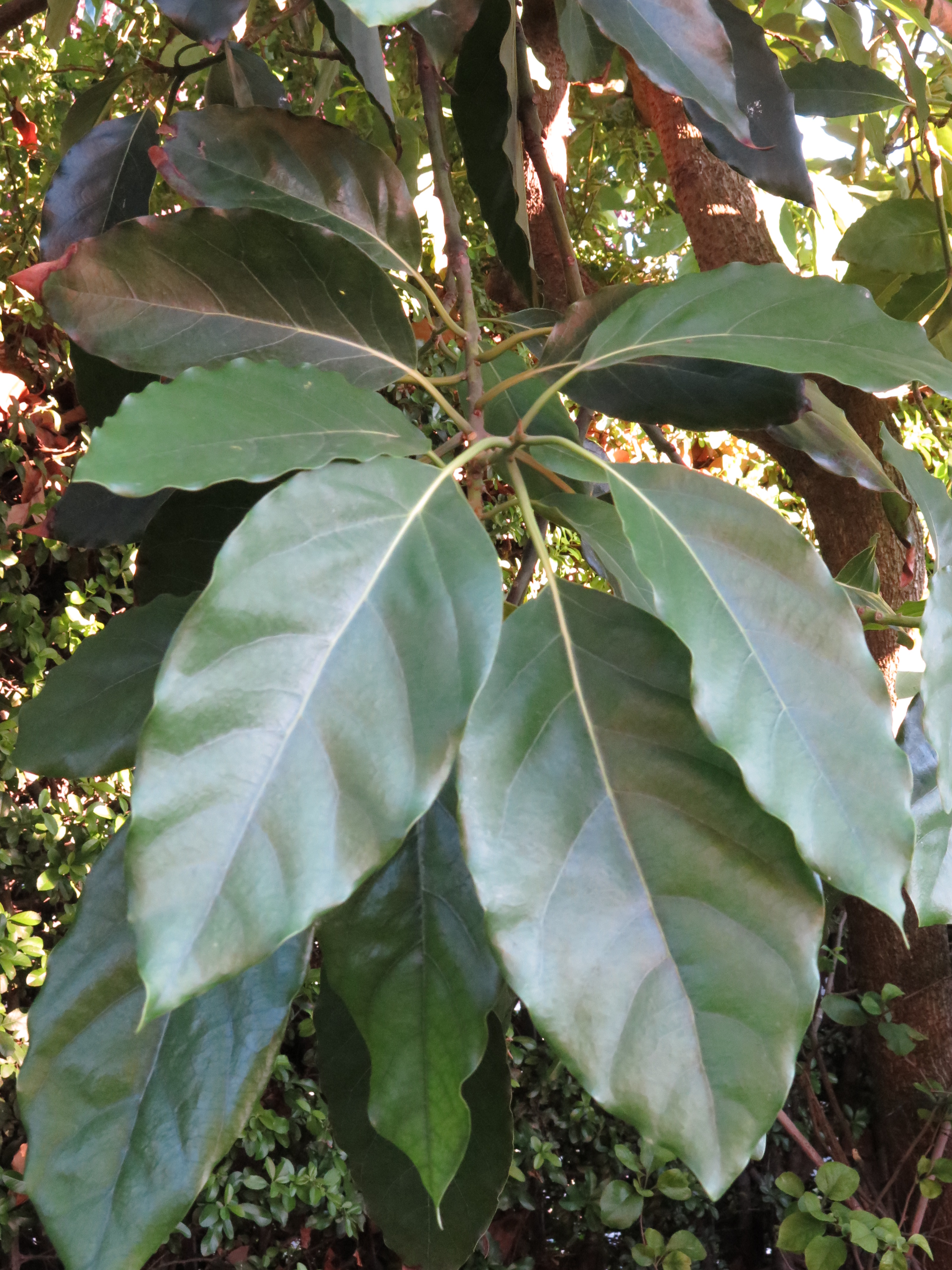
Folhas

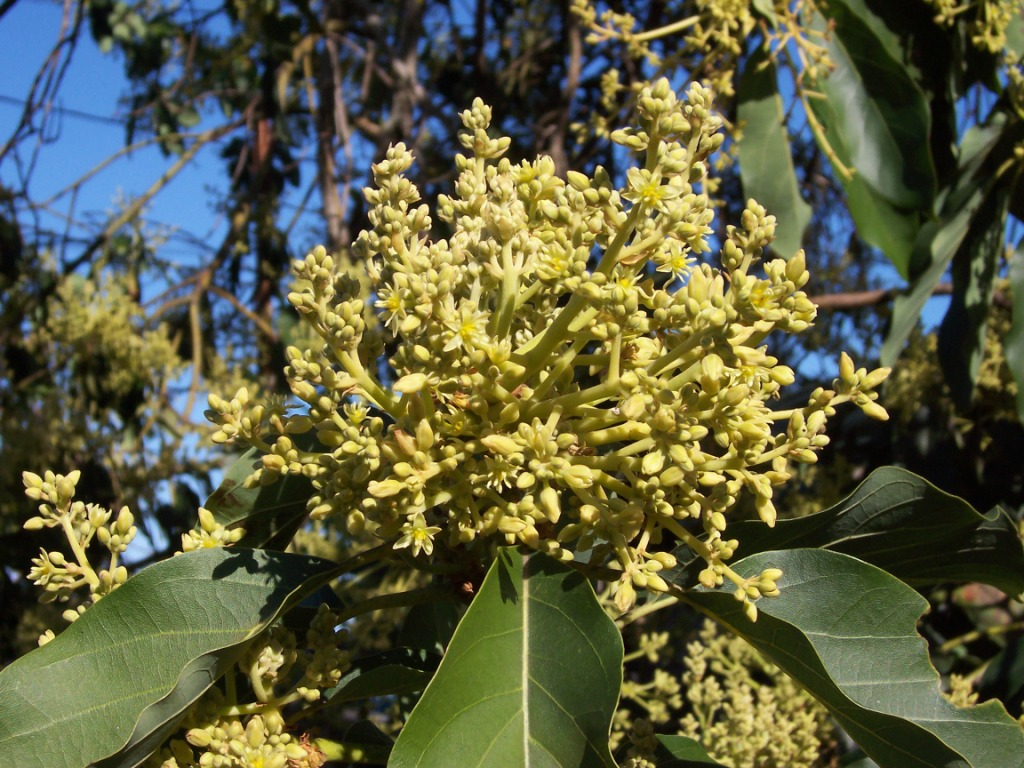
Flores do abacateiro

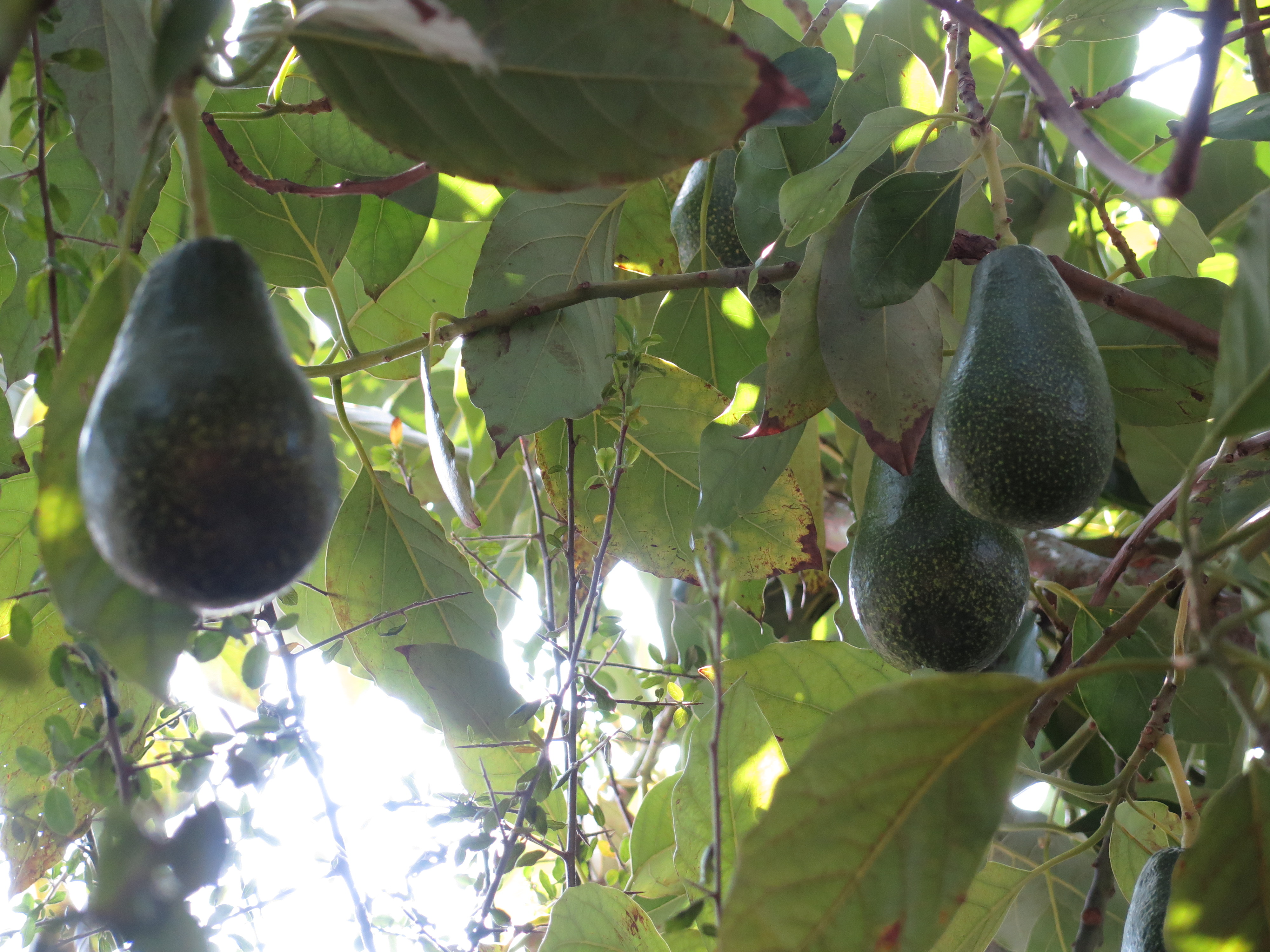
Fruta na árvore

Características organolépticas da folha
- Inodora
- Pouco adstringente

Características macroscópicas
Folhas simples, elípticas, oblongas ou oval-acuminadas, semicoriáceas, de margens inteiras, mais ou menos onduladas; lâmina com 8,0 cm a 20,0 cm de comprimento e 4,0 cm a 9,0 cm de largura; pecíolo de até 5 cm de comprimento e 3 mm a 4 mm de largura na base; quando frescas são de cor verde-escura na face adaxial, pouco brilhantes e quase lisas, e de face abaxial de cor verde mais clara, fosca e um tanto áspera; folhas secas de coloração até castanho-clara. Nervura principal proeminente na face abaxial, com nervuras secundárias oblíquas, também proeminentes, dando origem às nervuras terciárias que se anastomosam em fina trama.
Características microscópicas
A lâmina foliar é hipoestomática e de simetria dorsiventral. A epiderme, em vista frontal, na face daxial, é formada por células poligonais, com células de paredes levemente sinuosas e raros tricomas tectores unicelulares, curtos alongos, de paredes espessas; na face abaxial geralmente é formada por células menores, retangulares ou arredondadas, com paredes periclinais levemente convexas. A cutícula é granulosa e os estômatos são anomocíticos, com 3 a 4 células subsidiárias. Tricomas tectores são frequentes em folhas jovens e raros em folhas adultas. Em secção transversal, a epiderme é uniestratificada em ambas as faces, com cutícula espessa. Na face adaxial as células são alongadas no sentido transversal. O mesofilo é formado por uma ou duas camadas de células paliçádicas, alongadas, apresentando muitos idioblastos secretores de mucilagem e óleo volátil, volumosos e arredondados. O parênquima esponjoso apresenta poucas camadas de células irregulares, com grandes espaços intercelulares. Pode ocorrer uma conformação diferenciada do mesofilo, junto aos idioblastos secretores, formada por células parenquimáticas alongadas e achatadas tangencialmente, de paredes espessas. A nervura principal mostra um feixe vascular colateral desenvolvido, envolto por uma bainha esclerenquimática, praticamente contínua. Pequenos cristais fusiformes, de oxalato de cálcio, ocorrem em células parenquimáticas próximas às nervuras. Na base da lâmina foliar, dois outros feixes colaterais pequenos ocorrem junto ao bordo, voltados para a face adaxial.

## Cultivo e variedades
O abacateiro cresce mais facilmente em solos leves, profundos, drenados e ligeiramente ácidos. As melhores condições climáticas são encontradas em regiões com chuvas em torno de 1200 milímetros anuais.
São conhecidas mais de 500 variedades, de três origens diferentes: a guatemalteca, a antilhana e a mexicana. A parte comestível é a polpa verde-amarelada, de consistência mole, que envolve a grande semente.
Assim sendo correspondem às três variedades botânicas:
- raça mexicana: Persea americana Miller var. drymifolia: o fruto tem o menor pedúnculo e casca fina e lisa. é a mais resistente ao frio
- raça antilhana: Persea americana Miller var. americana: o fruto tem um pedúnculo curto e casca fina e coriácea é a menos resistente ao frio
- raça guatemalense: Persea nubigena Williams var. guatemalensis: o fruto tem um pedúnculo longo e casca grossa e lenhosa. é mais resistente ao frio que a antilhana

## Impacto ambiental
O cultivo de abacates é criticado pelo seu impacto ambiental, uma vez que este necessita de enormes quantidades de água, o que pode causar problemas em zonas com pouca água. Para a produção de um quilo de abacates são necessários (em média) 1000 litros de água (um quilo de tomates necessita de 180 litros de água). Dependendo da variedade de abacate são necessários entre 70 a 300 litros de água para sustentar um abacate. A importação de abacates também aumenta o impacto ambiental do abacate, uma vez que este é acondicionado usando muito plástico e tem de ser transportado a uma temperatura constante de 6 °C, o que consome muita energia.
Em Portugal, por causa do impacto ambiental deste fruto, a Agência Portuguesa do Ambiente deu um parecer desfavorável à exploração de mais de 120 hectares de abacates no Algarve.